# Martti Jylhä
Martti Samuel Jylhä, né le 3 juin 1987 à Sotkamo, est un fondeur finlandais. Spécialiste du sprint, il monte sur un podium individuel en Coupe du monde.

## Biographie
Le Finlandais, membre du club de Vuokatti, fait ses débuts internationaux en 2005 sur le Festival olympique de la jeunesse européenne à Monthey et y gagne une médaille d'argent.
Il fait ses débuts en Coupe du monde en 2006 à Borlänge, terminant 27e du sprint, ce qui lui vaut des points pour le classement général. Il devient champion du monde junior du 10 km libre un an plus tard à Tarvisio, où il prend aussi la médaille d'argent au sprint classique. 
En 2008, son meilleur résultat est 14e sur un sprint à Canmore, puis lors de la saison suivante, il atteint le top dix pour la première fois (9e à Valdidentro) et est sélectionné pour ses premiers championnats du monde à Liberec. En février 2011, il passe un nouveau cap en atteignant la finale du sprint libre de Drammen en Coupe du monde, qu'il achève au cinquième rang.
Le 15 décembre 2013, il signe son premier podium dans l'élite de sa carrière en se classant deuxième du sprint libre de Davos. Il participe aux Jeux olympiques de Sotchi en février 2014, terminant 21e du sprint libre. 
Aux Championnats du monde, ses meilleurs résultats son cinquième du sprint par équipes en 2015 à Falun et septième du sprint libre en 2017 à Lahti. Il réalise sa meilleure saison dans la Coupe du monde en 2016, prenant la onzième place au classement du sprint.
Lors des Jeux olympiques d'hiver de 2018 à Pyeongchang, il atteint le dixième rang au sprint classique et le neuvième au sprint par équipes.
Il prend sa retraite sportive à l'issue de l'hiver 2018-2019.

## Palmarès

### Jeux olympiques d'hiver
| Épreuve / Édition   | Sprint                           | Sprint                           | 15 km                            | 15 km                            | Skiathlon 2 × 15 km | 50 km | Relais | Relais    |
| Épreuve / Édition   | libre                            | classique                        | libre                            | classique                        | Skiathlon 2 × 15 km | 50 km | Sprint | 4 × 10 km |
| JO 2014 Sotchi      | 21e                              | Épreuve inexistante à cette date | Épreuve inexistante à cette date | —                                | —                   | DNF   | —      | —         |
| JO 2018 Pyeongchang | Épreuve inexistante à cette date | 10e                              | —                                | Épreuve inexistante à cette date | —                   |       | 9e     | —         |

Légende :
- : pas d'épreuve
- — : Non disputée par Jylhä
- DNF : abandon

### Championnats du monde
| Épreuve / Édition     | Sprint                           | Sprint                           | Relais | Relais    |
| Épreuve / Édition     | libre                            | classique                        | Sprint | 4 × 10 km |
| Mondiaux 2009 Liberec | 33e                              | Épreuve inexistante à cette date | —      | —         |
| Mondiaux 2011 Oslo    | 22e                              | Épreuve inexistante à cette date | —      | —         |
| Mondiaux 2015 Falun   | Épreuve inexistante à cette date | —                                | 5e     |           |
| Mondiaux 2017 Lahti   | 7e                               | Épreuve inexistante à cette date |        |           |

### Coupe du monde
- Meilleur classement général : 33e en 2016.
- Meilleur classement en sprint : 11e en 2016.
- 1 podium en épreuve individuelle : 1 deuxième place.

#### Classements en Coupe du monde
| Année     | Classement général final | Classement distance | Classement sprint |
| 2005-2006 | 67e                      |                     | 73e               |
| 2007-2008 | 78e                      |                     | 47e               |
| 2008-2009 | 69e                      |                     | 32e               |
| 2009-2010 | 97e                      | 113e                | 50e               |
| 2010-2011 | 62e                      |                     | 22e               |
| 2011-2012 | 80e                      |                     | 37e               |
| 2012-2013 | 88e                      |                     | 44e               |
| 2013-2014 | 42e                      |                     | 13e               |
| 2014-2015 | 65e                      |                     | 25e               |
| 2015-2016 | 33e                      |                     | 11e               |
| 2016-2017 | 76e                      |                     | 32e               |
| 2017-2018 | 64e                      |                     | 28e               |
| 2018-2019 | 136e                     |                     | 88e               |

### Championnats du monde junior
| Épreuve / Édition      | Sprint                           | Sprint                           | 10 km                            | 10 km                            | Poursuite 20 km |
| Épreuve / Édition      | libre                            | classique                        | libre                            | classique                        | Poursuite 20 km |
| Mondiaux 2006 Kranj    | 9e                               | Épreuve inexistante à cette date | Épreuve inexistante à cette date | 28e                              | 20e             |
| Mondiaux 2007 Tarvisio | Épreuve inexistante à cette date | Médaille d'argent                | Médaille d'or                    | Épreuve inexistante à cette date | 5e              |

### Festival olympique de la jeunesse européenne
- Monthey 2005 :
  -  Médaille d'argent sur 7,5 km classique.

### Championnats de Finlande
- Champion sur le sprint libre en 2011, 2014 et 2019.

### Coupe de Scandinavie
- 9e du classement général en 2007.
- 1 podium.